# Slaget vid Khaybar

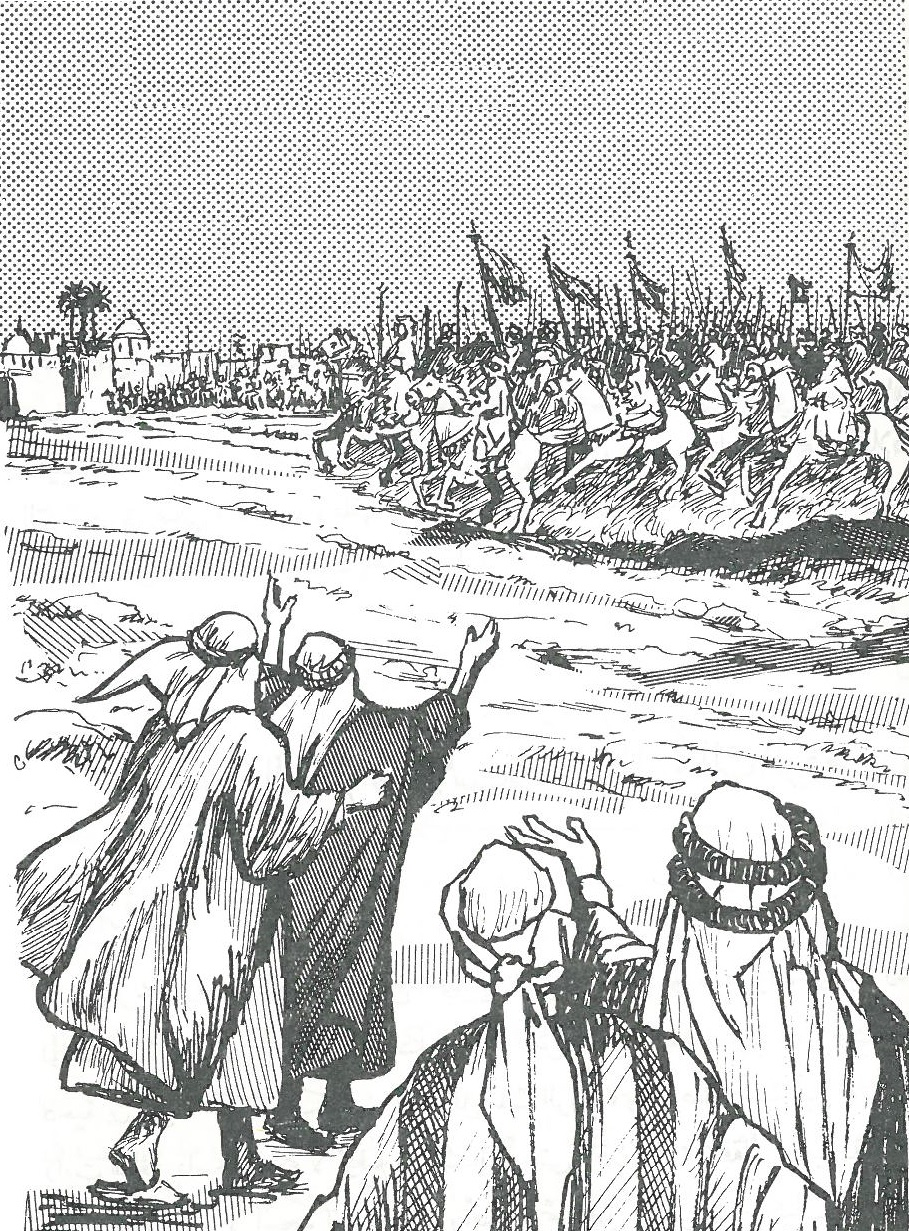
Den muslimska armén anländer till Khaybar.

Slaget vid Khaybar utkämpades år 628 mellan Muhammed och dennes styrkor och judarna i oasstaden Khaybar, belägen cirka 150 kilometer norr om Medina i den nordvästra delen av Arabiska halvön i dagens Saudiarabien.
Angreppet mot Khaybar var ett led i att Muhammed tog kontroll över judarna i Hijaz och Khaybar var ett av judarnas sista fästen. Enligt muslimska källor attackerade muslimerna judarna efter att dessa hade brutit en fredsöverenskommelse och därefter barrikaderat sig i ett fort.
Anledningen till attacken var enligt William Montgomery Watt närvaron av den judiska stammen Banu Nadir (som tillsammans med angränsande arabiska stammar sedan tidigare varit i konflikt med Muhammed) i Khaybar. Banu Nadir hade sedan tidigare försökt döda profeten Muhammed tillsammans med andra arabiska och judiska stammar. Banu Nadir hade tvingats i exil från Medina efter att de hade brutit villkoren i Medinakonstitutionen.
Khaybar allierade sig med den muslimfientliga arabiska stammen Banu Ghatafan. Banu Ghatafan hade vid flera tidigare tillfällen stridit mot muslimerna och gjort räder mot dem. Muhammed, med sina 1600 anhängare insåg att det enda sättet att vinna kriget mot Khaybars 14 000 soldater var med ett förebyggande slag.
Judarna i Khaybar förlorade striden och gav slutligen upp och tilläts leva kvar i oasen under löfte att de gav hälften av vad de producerade till muslimerna. Judarna fortsatte leva i oasen i flera år innan de blev fördrivna av kalifen Umar ibn al-Khattab. Slaget är således också viktigt därför att det gav upphov till ett viktigt prejudikat inom islamsk lagstiftning, nämligen införandet av den skatt, jizya, som alla icke-muslimer (benämnda dhimmi) under muslimskt styre hade att erlägga till det muslimska samfundet i utbyte mot beskydd.
Historiker är överens om att muslimerna införde ett redan existerande skatte- och tributsystem i områden som tidigare hade varit under romarnas och sassanidernas kontroll.

## Förspel till slaget
Under 600-talet beboddes oasen Khaybar av stammar av etniska judar. Invånarna hade i en skans lagrat en belägringsmaskin samt svärd, lansar, sköldar och andra vapen. Vissa forskare har försökt förklara förekomsten av dessa vapen med att de skulle ha använts för att lösa stridigheter mellan de judiska familjerna. Forskaren Vaglieri menar dock att det är mer logiskt att anta att vapnen förvarades för framtida försäljning. Judarna lagrade också bland annat 20 balar tyg och 500 tunikor avsedda för försäljning, liksom andra lyxvaror. Dessa kommersiella verksamheter kan antas vara orsak till fientlighet från avundsjuka klaner, hävdar Vaglieri, inte olikt liknande ekonomiska orsaker bakom förföljelser av judar i andra länder genom historien. Oasen var indelad i tre delar: al-Natat, al-Shikk och al-Atiba, förmodligen åtskilda av naturliga hinder som öknen, lava i glidande skikt och kärr. Var och en av dessa regioner innehöll flera fästningar eller skansar vilka innehöll bostäder, lagerbyggnader och djurstallar. Varje fästning var bebodd av en familj och omgiven av odlade fält och palmlundar. Av försvarsmässiga skäl låg fästningar ofta uppe på kullar eller bland klippor av basalt.

## Banu Nadir
Efter att den judiska stammen Badu Nadir tvingats i exil 625 e.Kr., bosatte den sig i Khayb. År 627 e.Kr. hade Badu Nadirs stamhövding Huyayy ibn Akhtab, tillsammans med sin son, förenat sig med de olika stammarna liksom invånare ifrån Mecka och olika beduinstammarna vid deras omringning av staden Medina under ”Slaget vid Diket”. Dessutom hade Nadirs stamhövding betalat flera arabiska klaner för att gå samman i ett krig mot muslimerna. Nadir hade bland annat mutat klanen Banu Ghatafan med hälften av sin skörd, och därigenom fått säkrat 2000 män och 300 hästburna karlar för att medverka i en attack på Muhammeds anhängare, och på samma sätt inträtt en överenskommelse med klanen Bani Asad. Nadir försökte även få klanen Banu Sulaym att angripa muslimerna, men dessa gav dem bara 700 män, eftersom en del av dess ledare var positivt inställda till islam. Klanen Bani Amir vägrade att gå med dem överhuvudtaget eftersom de hade en pakt med Muhammed. När striden började, övertalade Huyayy ibn Akhtab klanen Banu Qurayza att bryta sitt tidigare ingångna förbund med Muhammed och vända sig mot denne under slaget. Efter nederlaget av dessa sammansvurna klaner och stammar och Qurayzas kapitulation, mördades stamhövdingen Huyayy (som befann sig i klanen Qurayza starkaste fäste i Medina) tillsammans med män. Efter Huyayys död tog Abu al-Rafi ibn Abi al-Huqayq ledningen av stammen Banu Nadir i Khaybar-oasen. Denne Al-Huqayq försökte senare få angränsande stammar att ansluta sig till en armé riktad mot Muhammed. Efter att ha fått underrättelser om dessa anslag tog de troende muslimerna kontakt med en arabisk yrkesmördare - med judisk dialekt - och lyckades få al-Huqayq mördad.
Den mördade Al-Huqayq efterträddes av Usayr ibn Zarim. En källa anger att Usayr också gjorde olika trevare till beduinklanen Ghatafan, och rykten spreds snabbt att han planerade att angripa "Muhammeds huvudstad". Muhammed skickade Abdullah bin Rawaha med ett antal av dennes kompanjoner, bland vilka var Abdullah bin Unays, en bundsförvant till klanen Banu Salima, vilka var fientligt inställda till judar. När de kom till Usayr behandlade de honom högvördigt och lovade att om han skulle komma till Muhammed skulle denne skulle ge Usayr en hög befattning liksom många fina utnämningar och hedersbetygelser. De lämnade honom inte förrän han gick med på att möta Muhammed med ett antal judar som livvakt och eskort. Abdullah bin Unays såg till att Usayr kom upp på sin häst och red ända tills han var i al-Qarqara cirka tio kilometer från Khaybar, då Usayr plötsligt ska ha ändrat sig och inte längre ville följa dem. Abdullah hävdade att Unays plötsligen försökte dra sitt svärd, varför Abdullah sprang mot Usayr och högg av dennes ben. Usayr lyckades slå tillbaka med en träpinne som han hade i sin hand och skadade Abdullahs huvud lindrigt. Alla Muhammeds sändebud överföll då de trettio judiska följeslagarna och dödade dem, utom en överlevare som lyckades fly genom att krypa iväg. Abdullah bin Unays är således känd i den muslimske traditionen som den lönnmördare som frivilligt mördade Usayr liksom han fick tillåtelse att döda Banu Nadirs Sallam ibn Abu al-Huqayq vid ett tidigare nattligt uppdrag i Khaybar.
Många forskare nämner ovan nämnda intriger och stridigheter från stammen Nadir som utlösande orsak till den stora massakern eller Slaget vid Khaybar. Enligt forskaren Montgomery Watt använde Nadirstammen sina rikedomar för att få med övriga stammar i ett förbund mot Muhammed vilket inte lämnade denne något val utom att attackera, medan forskaren Vaglieri visar att en orsak till slaget vid Khaybar var att judarna i Khaybar var direkt ansvariga för den sammansvärjning av stammar som attackerade muslimerna under ”Slaget vid Diket”. Shibli Numani anger också Khaybarstammens agerande under ”Slaget vid Diket”, och fäster särskild uppmärksamhet vid Banu Nadir ledare Huyayy ibn Akhtab, som hade gått till Banu Qurayza under stridigheterna för att få dem att attackera Muhammed.

## Fredsfördraget vid Hudaybiyya
Fredsfördraget tillkom år 628 e.Kr. när 1400 muslimer försökte utföra en pilgrimsfärd från Ùmra till Mecka utrustade med offerdjur, vilket enligt Quraysh tradition (den dominanta klanen i Mecka), gav dem rätten att resa utan att riskera utsättas för överfall. Det har inte blivit klarlagt om de egentligen var utsända av Muhammed för att göra en lönnattack mot Mecka, men att det avstyrdes för att de ansågs vara för få. Efter långa förhandlingar lyckades dock muslimerna sluta ett fredsavtal med Quraysh som avslutade det muslimska kriget mot Quraysh. Några av Muhammeds anhängare var dock missnöjda med de fredsvillkor som Muhammed hade förhandlat fram. Forskare är överens om att Muhammed var i behov av att höja sin prestige bland sina anhängare, vilket hade urholkats som följd av fördraget, och att detta var en starkt bidragande orsak till Slaget (massakern) vid Khaybar. Forskaren Vaglieri hävdar också att erövringen av Khaybar skulle blidka de muslimer som hade hoppats på att erövra Mecka i framtiden, liksom det skulle aktivera den muslimska armén och dra in välbehövda pengar. Stillman tillägger att Muhammed behövde en seger för att visa beduinstammarna, vilka inte var starkt knutna till resten av den muslimska befolkningsgruppen, att alliansen med honom skulle löna sig. Dessutom gav fredsfördraget också Muhammed en försäkran om inte attackeras ifrån ryggen av invånare i Mecka under expeditionen.

## Det politiska läget

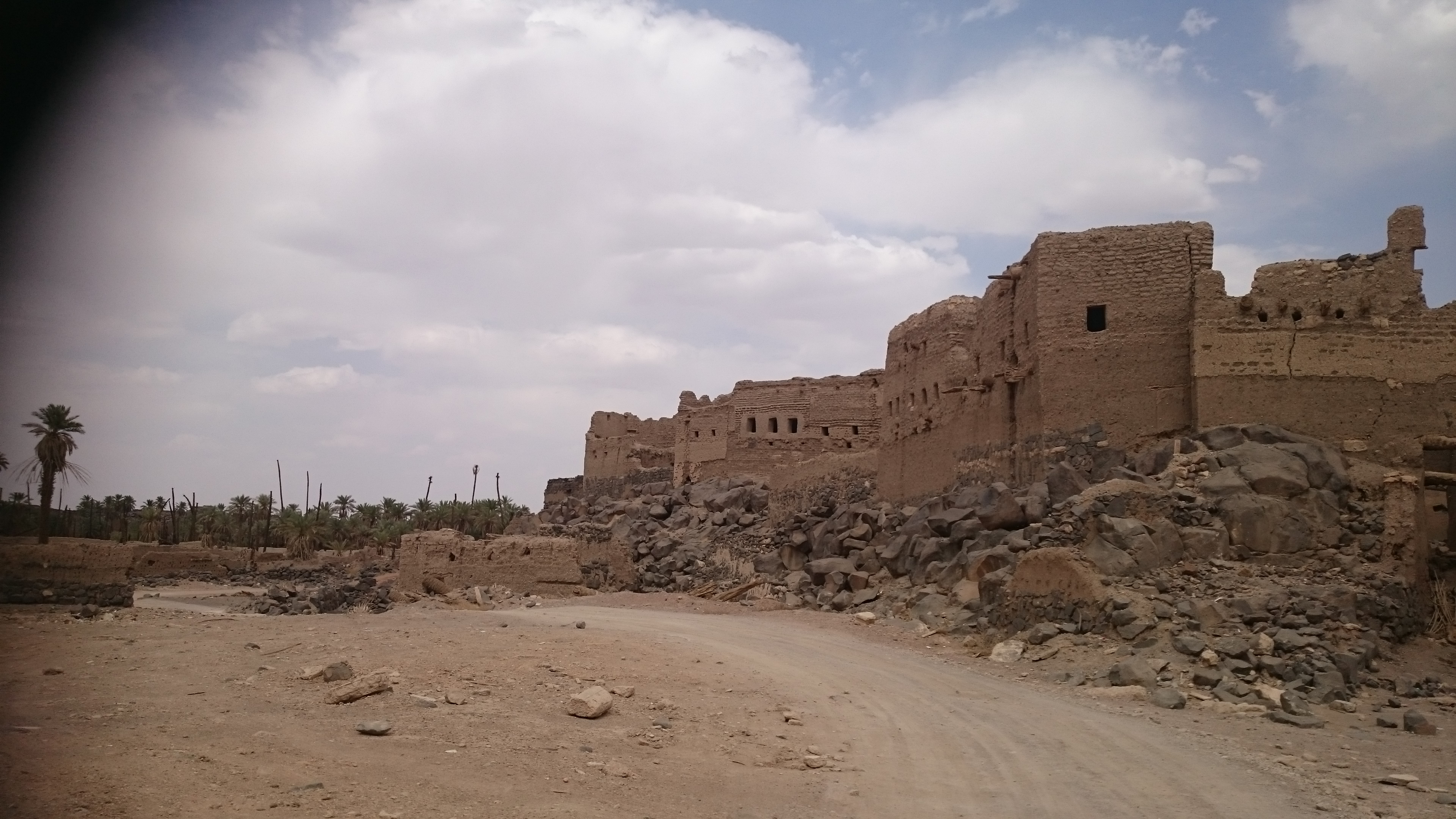
Den gamla staden Fadak.

Eftersom krig med Muhammed verkade oundvikligt och överhängande ingick judarna i Khaybar en allians med judarna vid oasen Fadak. De lyckades också övertyga beduinstammen Ghatafan att gå med deras sida i kriget i utbyte mot hälften av sin årliga produkter. Dock kom bristen av en central myndighet för Khaybar judarna att förhindra ytterligare defensiva förberedelser, och stridigheter mellan olika judiska familjer lämnade dem oorganiserade.  En beduinklan, Banu Fazara, besläktad med beduinklanen Ghatafan erbjöd även sin hjälp till Khaybarjudarna, efter deras misslyckade förhandlingar med muslimerna.

## Stridens utveckling
Innan slaget vid Khaybar kände judarna i där utan tvekan till krigets skeenden. Muslimerna avtågade maj 628 e.Kr. i riktning Khaybar, Muharram 7 AH. Enligt olika källor varierade storleken av Muhammeds armé från 1400 till 1800 män och mellan 100 och 200 hästar. Vissa muslimska kvinnor (inklusive Umm Salama enligt muslimsk tradition) anslöt sig till armén för att ta hand om sårade. Jämfört med Khaybars styrka om 10 000 krigare var den muslimska kontingenten liten, men detta gav muslimerna betydande fördelar. Muslimerna kunde snabbt och tyst marschera till Khaybar på endast tre dagar), och ta den oförberedda oas-staden med överraskning. Den större numerären hade gjort Khaybarborna överdrivet optimistiska. Som följd av detta hade befolkningen inte förberett ett centralt organiserade försvar, utan lämnat till varje familj att försvara sin egen skans. Judarna gick så småningom över till offensiv, med en attack ut från Natat och angrep den muslimska arméns flanker. Muslimerna möttes av starkt motstånd, i synnerhet från Khaybariska bågskyttar, vilka ansågs vara de bästa i Arabien och vilka sårade mer än 50 muslimer. Fem dagars stridigheter resulterade inte i några resultat. På natten till den sjätte dagen tillfångatog en muslimsk härförare vid namn Umar en judisk spion, som rekommenderade muslimerna att istället attackera fortet vid Naim.

## Stormingen av Naim

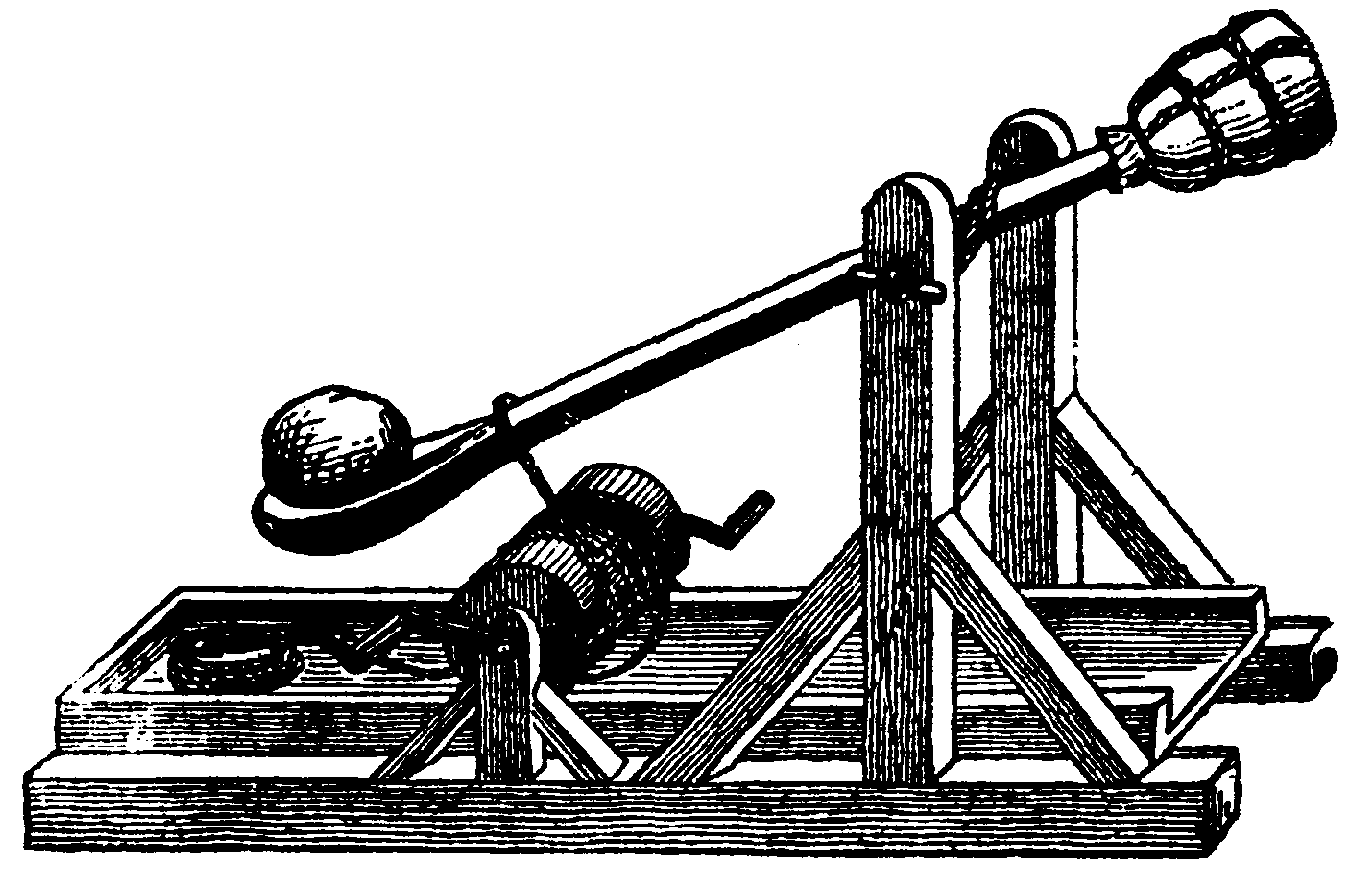
En stenslungande ballist.

Fördelarna med att attackera fortet Naim var att det inte var särskilt väl bevakat, och kunde fås att falla utan större ansträngningar. Dessutom fanns där ett lager av vapen (särskilt belägringsmaskiner), vilka skulle kunna användas mot andra bättre försvarade fort. Muhammed skickade olika kontingenter att angripa fortet, först under krigsledaren Abu Bakr, senare ledda av Umar, och slutligen ledda av Ali. Enligt traditionen  ägde dueller rum mellan Ali och Marhab, den judiske chefen för fortet, och mellan Zubayr och Yasir (Marhabs bror) – vilka bägge resulterade i muslimska segrar. (Var god se teckning ovan). Ali lyckades enligt traditionen på ett övermänskligt sätt öppna portalen till fortet vid stormningen (vilket enligt muslimska källor skulle kräva mellan 40 och 45 människor att förflytta) och använde den som en bro för att få sina män över till fortet. Striderna inuti fortet fortsatte tills den judiska ledaren Al-Harith ibn Abi Zaynab dödades i striden. [30] När fortet föll erövrade de segrande muslimska styrkorna olika belägringsmaskiner. Bland dem var en ballista (en katapultliknande maskin för att kasta projektiler), och två testudos, (vilket var en sort belägringsmaskin med skyddad metallbeslagen topp, vilken kunde användas för att slå hål på murar).

## Banu Ghatafans misslyckande

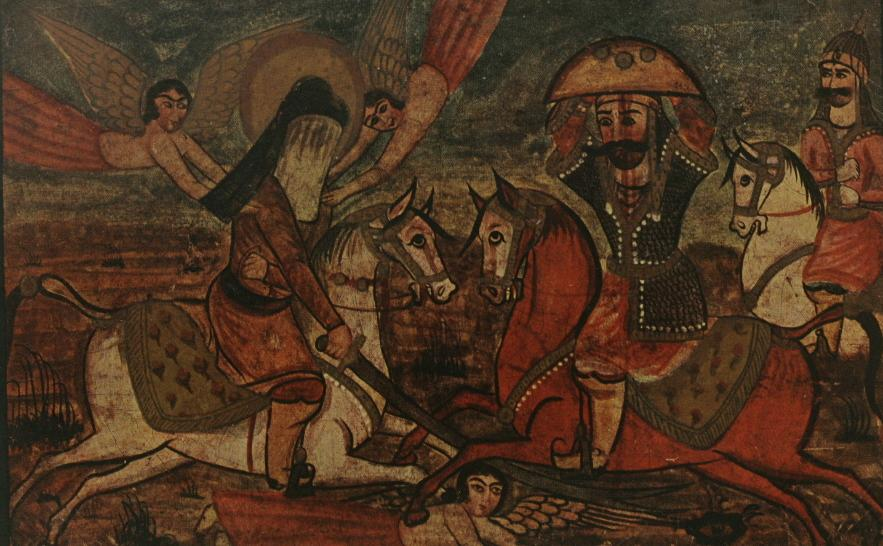
Ali dödar Marhab.

Eftersom judarna vid Khaybar visste vad som skulle ske med dem om de led nederlag mot Muhammeds styrkor utifrån dennes tidigare strider mot andra judiska stammar, satte de upp ett mycket hårt motstånd och segt försvar och muslimerna tvingades ta fästningarna en efter en. Under striderna kunde muslimerna förhindra Khaybars Ghatafan allierade (som bestod av 4000 män) från att komma med välbehövda förstärkningar till judarna. Ett bidragande skäl var att muslimerna kunde muta de med judarna allierade beduinerna. Watt, antyder dock också att rykten om en muslimsk attack mot Ghatafan fästet kan ha spelat en roll. Judarna undvek efter en ganska blodiga skärmytsling framför ett av fästningarna att kämpa på öppen terräng. De flesta av striderna bestod av pilar på långa sträckor. Vid minst ett tillfälle kunde muslimerna storma en fästning. Det fanns även exempel på enstaka strider, där den mest omtalade är mellan Ali och Marhab, en berömd inhyrd arabisk krigare. De belägrade judarna lyckats i skydd av mörkret ordna en överföring av människor och skatter från en fästning till ett annat vilket behövdes för att göra deras motstånd mer effektivt. Varken judar eller muslimer var förberedda för en längre belägring, och både saknade förråd inför detta. Judarna, som ursprungligen varit överdrivet tillförsiktiga i sin styrka hade misslyckats att ordna vattenförsörjning ens för en kortare belägring. Efter att fortet vid an-Natat och vid ask-Shiqq erövrats återstod det föga motstånd. De kvarstående judarna hastade att träffa Muhammed och diskutera villkoren för kapitulation. Befolkningen i al-Waṭī och al-Sulālim överlämnas till muslimerna på villkor att de skall "behandlas mildare" och muslimerna lovade att avstå från att spilla deras blod. Muhammed överenskom att möta dessa villkor och inte plundra de två återstående forten.

## Följdverkningar
Muhammed träffade Ibn Abi al-Huqaiq, al-Katibah och al-Watih för att diskutera villkoren för kapitulationen. Som en del av avtalet skulle judarna i Khaybar utrymma området, och kvarlämna sina ägodelar. Muslimerna skulle å sin sida upphöra med sin krigföring, och inte skada någon av de överlevande judarna. Efter överenskommelsen förhandlade några enstaka judar med Muhammed att få kvarstanna och fortsätta att kultivera sina vackra fruktträdgårdar, och stanna kvar på oasen. I gengäld skulle hälften av deras produktion tillfalla de muslimska erövrarna. Muhammed accepterade storsint förslaget. Han gav också order om återlämnande av deras heliga skrifterna till judarna.
Enligt Ibn Hishams version av pakten med judarna vid Khaybar ställdes villkor att muslimer "får utvisa [judarna i Khaybar] om och när vi vill utvisa dem." Norman Stillman anser att detta troligen är en senare förklaring avsedd att motivera utvisning av judar i år 642. Avtalet med judarna i Khaybar har fungerat som ett viktigt prejudikat för islamisk lag för att fastställa status för dhimmi, (icke-muslimer under muslimskt styre). Efter att ha hört om detta slag, skickade invånarna i Fadak, vilka var allierade med Khaybar under striden, Muḥayyisa b. Masūd till Muhammed. Fadak erbjöds "mildare behandling" om de gav sig. Ett fördrag liknande det med Khaybar upprättades även med Fadak. Bland de judiska kvinnorna fanns en som utvaldes av Muhammed till fru. Det var Safiyya Bint Huyayy, dotter till den dödade stamhövdingen för Banu Nadir Huyayy ibn Akhtab och änka efter Kinana ibn al-Rabi, skattmästare i Banu Nadir. Safiyya bint Huyay var involverad i muslimsk politik efter Muhammeds död. Safiyya konverterade till islam, men blev hånad av Muhammeds andra fruar för sitt judiska ursprung.
Enligt Ibn Ishaq krävde Muhammed att al-Rabi överlämnade stammens förmögenhet. al-Rabi förnekade all kunskap om dess plats och bröt därigenom fördraget. En överlöpare berättade för Muhammed att han hade sett al-Rabi nära en viss ruin var morgon. När ruinen undersöktes visade sig innehålla en del av skatten. Muhammed beordrade al-Zubayr att förhöra al-Rabi tills han avslöjade var resten var begravt, sedan gav han honom till Muhammad ibn Maslamah, vars bror hade dött i striderna, och han halshöggs därefter. Muslimska historieskrivare berättar om en judisk kvinna i Banu Nadir som försökte förgifta Muhammed för att hämnas sina dräpta släktingar. Hon förgiftade en bit lamm som hon kokat, och la särskilt mycket gift i bogen - Muhammeds favoritdel. Försöket misslyckades eftersom Muhammed enligt uppgift spottade ut köttet som han kände var förgiftat, medan hans följeslagare åt köttet och dog. Muhammed sägs senare på sin dödsbädd ha sagt att hans sjukdomar var resultatet av denna förgiftning. Segern i Khaybar höjde Muhammeds status bland sina anhängare och de lokala beduinstammarna, som såg hans makt öka och svor trohet till Muhammed och konverterade till islam. Det tagna bytet och vapnen förstärkte Muhammeds trupper, och han erövrade Mecka bara 18 månader efter striderna vid Khaybar.

## Striden i klassisk islamisk litteratur

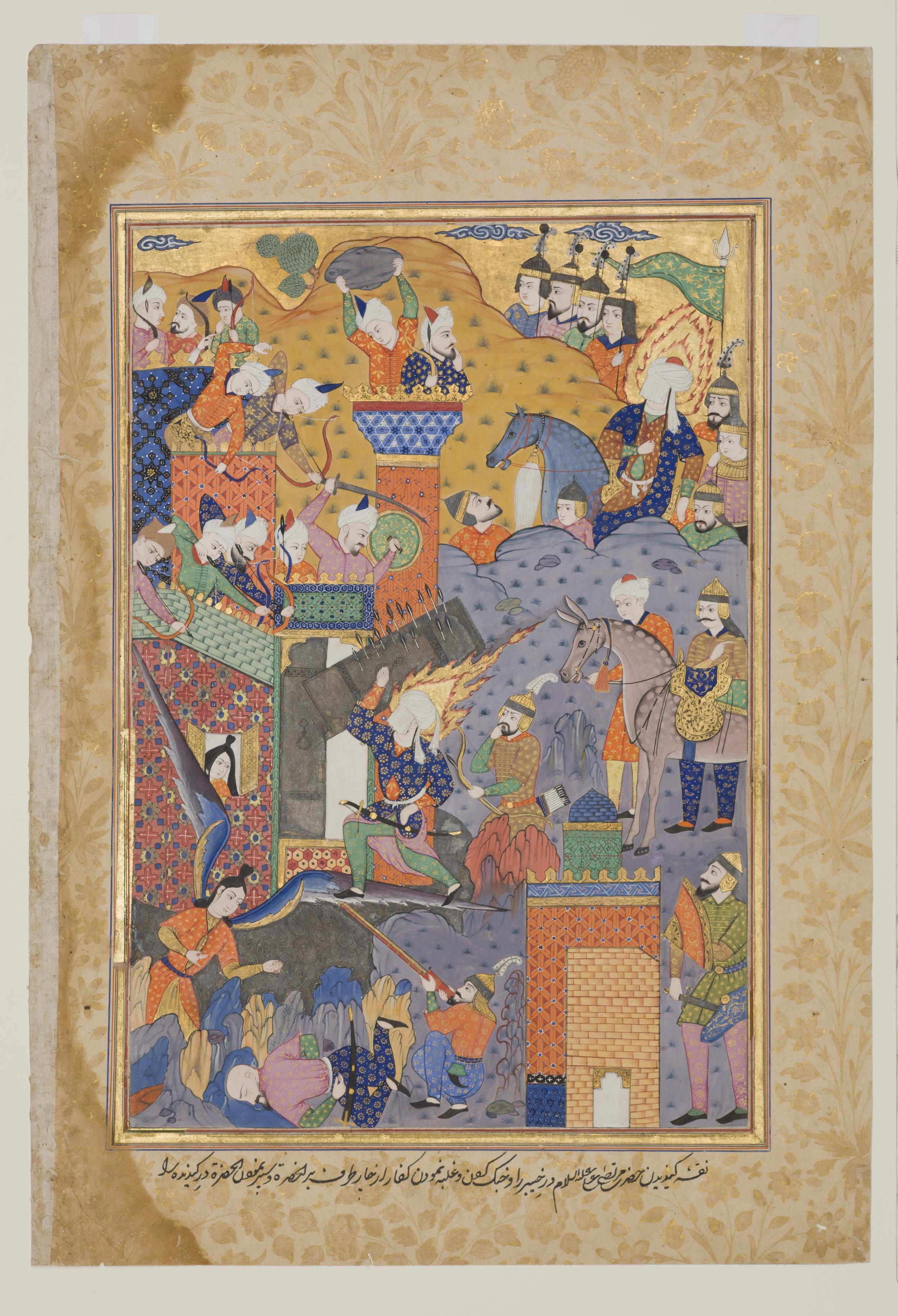
Ali strider vid Khaybars portar.

De traditionella muslimska biografierna om Muhammed anger att vid först Abu Bakr, sedan Umar, tog denne själv upp standaret i hopp om att bryta ned motståndet, och genom att själv leda attackerna, men båda försöken misslyckades. Enligt denna tradition kallar Muhammed slutligen in Ali, vilken dödat en judisk hövding med ett enda svärdshugg vilket klöv dennes hjälm, kropp och huvud i två delar. Efter att Ali under striderna förlorat sin sköld, sägs han ha lyft bort fästningens port från dess gångjärn och klättrat in i vallgraven varefter han höll upp dem som en bro så att de muslimska angriparna kunde springa över. Portarna skall ha varit så tunga att fyrtio män krävdes för att lägga tillbaka dem på sin plats. Denna historia är en grund för den muslimska traditionen, särskilt i shiaislam, av Ali som prototyp för hjälte. Vid ett tillfälle dödade muslimska soldater en flock åsnor, som hade rymt från en gård. Incidenten ledde till att Muhammed förbjöd muslimer att äta kött från hästar, mulor och åsnor, såvida det inte var tvingat av nödvändighet. Muhammed beordrade nedhuggning av 400 palmer runt en befästning för att tvinga dess försvarare att kapitulera. Slutligen gav sig judarna efter en och en halv månads belägring, och därmed var alla utom två fästningar erövrade av muslimerna.